# Canal radicular

Detall d'una dent humana amb dues arrels (i, per tant, dos canals radiculars).
1. Dent 2. Esmalt dental 3. Dentina 4. Polpa dental 5. 6. 7. cement 8. Corona 9. 10. 11. Coll 12. Arrel dental 13. 14. 15. 16. Sulcus gingivae 17. Periodonci 18.Geniva 19. 20. 21. 22. Lligament periodontal 23. Os alveolar 24. 25. Canal radicular 26. 27. Canal alveolar

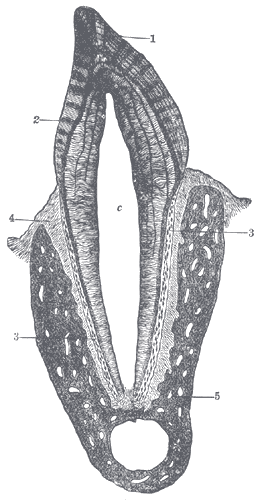
Tall de la dent número 3 i la seva arrel. Secció vertical augmentada 15 vegades. c cavitat de la polpa; la part superior és la corona i la part inferior és l'arrel. 1. = Esmalt amb marques radials i concèntriques. 2. = Dentina amb túbuls i líneis incrementals. 3. = cement (o crosta petrosa) amb corpuscles ossis. 4.= Peristeu dental. 5.= Mandíbula.

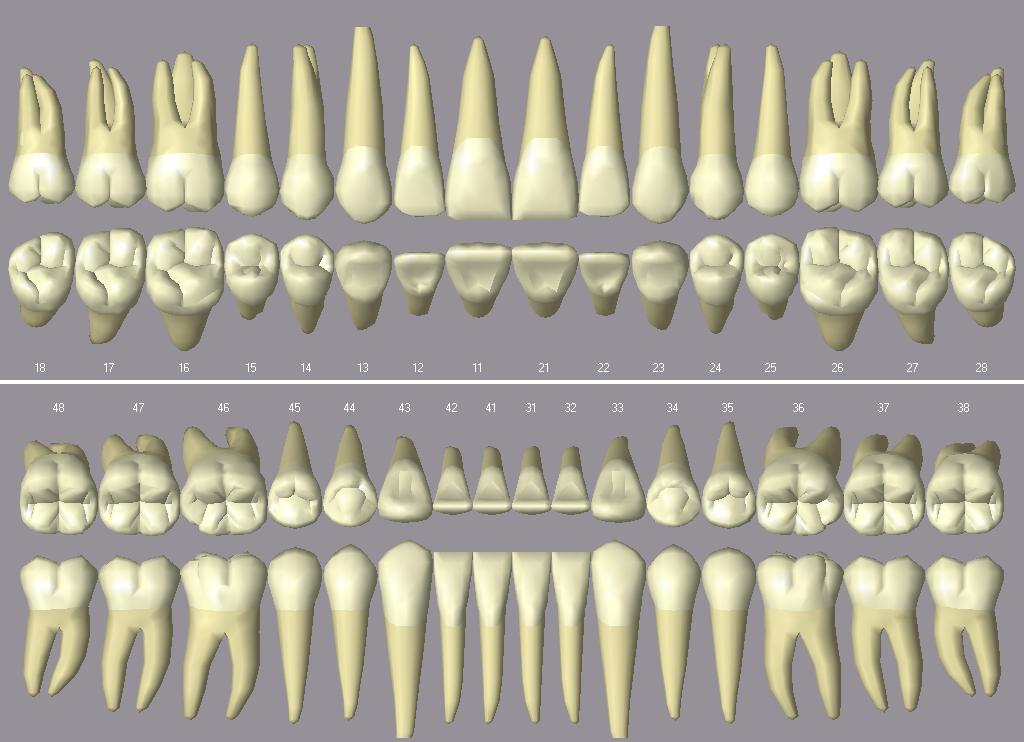
Imatge de les dents permanents de la dentició humana que mostra el número d'arrels i, per tant, els canals radiculars de cada dent.

El canal radicular o conducte radicular és l'espai anatòmic buit dins de l’arrel d’una dent. Conté el nervi i els vasos sanguinis que van del canal alveolar a la polpa dental.

## Estructura
Al centre de cada dent hi ha una zona buida que alberga teixits tous, com el nervi, els vasos sanguinis i el teixit conjuntiu. Aquesta zona buida conté un espai relativament ampli a la part coronal de la dent anomenada polpa dental. Aquests canals travessen el centre de les arrels, de manera similar com el grafit travessa un llapis. La polpa rep nutrició a través dels vasos sanguinis, i els nervis sensorials porten els senyals al cervell. Una dent pot ser alleujada del dolor si hi ha un mal irreversible a la polpa mitjançant un tractament de conductes.
L'anatomia del conducte radicular consisteix en la cambra de la polpa i els conductes radiculars. Tots dos contenen la polpa dental. Les ramificacions més petites, anomenades "conductes accessoris", es troben més freqüentment prop de l'extrem de l'arrel (àpex), però poden trobar-se en qualsevol part de tota la longitud de l'arrel. El nombre total de conductes radiculars per dent depèn del nombre d'arrels de la dent, que van d'una a quatre, cinc o més en alguns casos. A vegades hi ha més d'un conducte radicular per arrel. Algunes dents tenen una anatomia interna més variable que uns altres.
Una forma inusual del conducte radicular, una ramificació complexa (especialment l'existència de branques horitzontals) i múltiples conductes radiculars es consideren les principals causes dels fracassos del tractament del conducte radicular. Per exemple, si un conducte radicular secundari passa desapercebut per al dentista i no es neteja i segella, romandrà infectat, la qual cosa provocarà el fracàs del tractament de conductes.

### Sistema de conductes radiculars
Les característiques específiques i la complexitat de l'anatomia interna de les dents s'han estudiat a fons. Utilitzant una tècnica de rèplica en milers de dents, Hess va posar de manifest ja en 1917 que l'espai intern de les arrels dentals sol ser un sistema complex compost per una zona central, amb conductes radiculars amb forma de secció transversal rodona, ovalada o irregular, i parts laterals com, aletes, anastomosis i conductes accessoris. De fet, aquest component lateral pot representar un volum relativament gran, la qual cosa suposa un repte per a la fase de neteja del procediment d'instrumentació, ja que les restes de teixit de la polpa vital o necròtica, així com els elements infecciosos, no s'eliminen fàcilment en aquestes zones. Per tant, la imatge que els conductes radiculars tenen una forma llisa i cònica sol ser massa idealista i subestima l'abast de la instrumentació del conducte radicular.

### Contingut
L'espai dins dels conductes radiculars està ple d'un teixit connectiu altament vascularitzat i solt anomenat polpa dental. La polpa dental és el teixit del qual està composta la dentina de la dent. Ajuda a completar la formació de les dents permanents o dents adultes un o dos anys després de l'erupció a la boca. La polpa dental també nodreix i hidrata l'estructura de la dent, fa que la dent sigui més resistent, menys fràgil i menys propensa a fracturar-se en mastegar aliments durs. A més, la polpa dental proporciona una funció sensorial de calor i fred.

### Variació

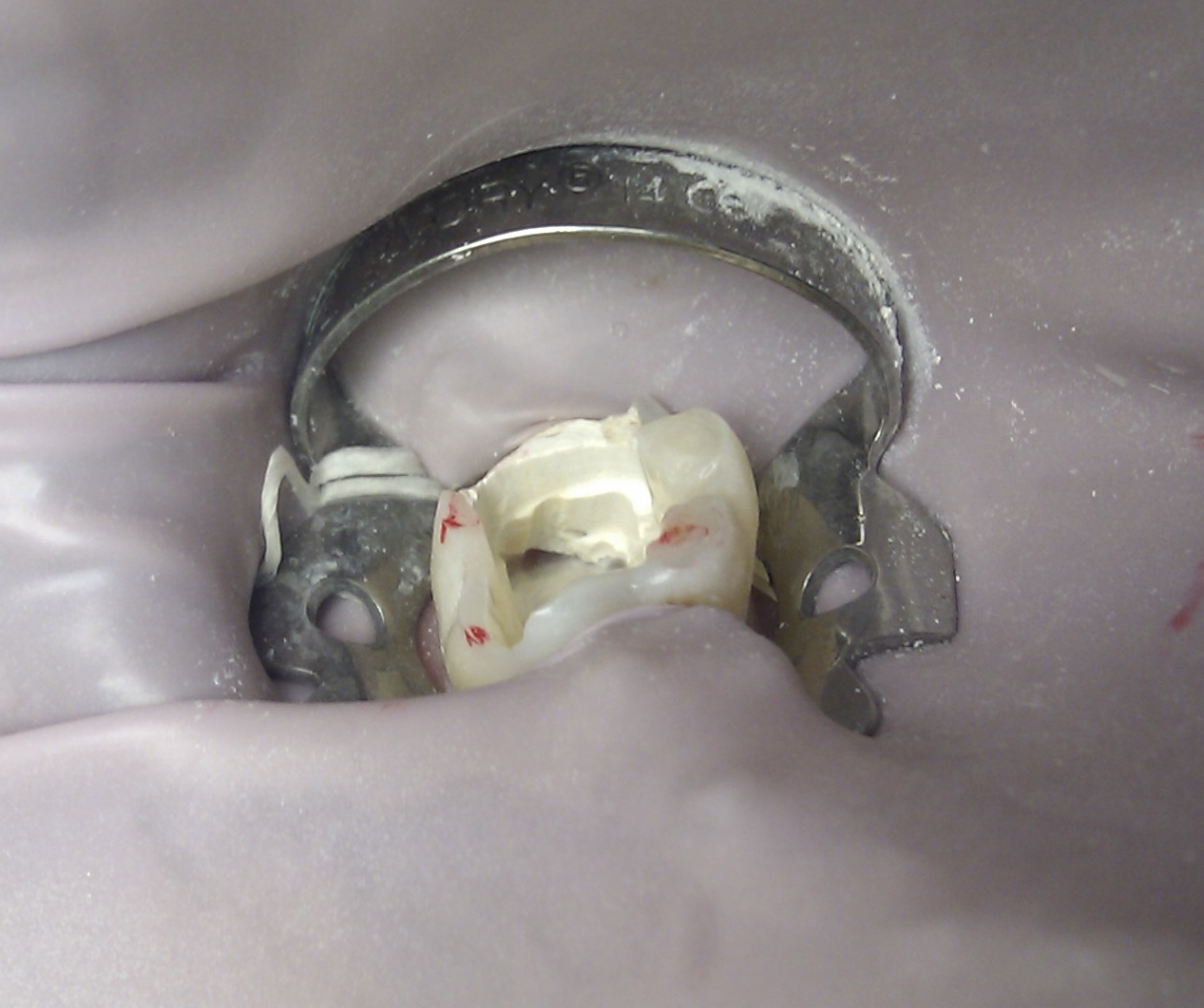
Polpa del canal radicular retirada, netejada i dent preparada per emplenar-la i col·locar-hi una [[Corona (odontologia)
|]].

Els conductes radiculars que presenten una secció transversal ovalada es troben en el 50-70% dels conductes radiculars. A més, els conductes amb una secció transversal "en forma de llàgrima" són comuns quan una sola arrel conté dos conductes (com ocorre, per exemple, amb l'arrel mesial addicional que s'observa en els molars inferiors), subtileses que poden ser més difícils d'apreciar en les radiografies clàssiques.
Estudis recents han demostrat que l'ús de tomografia computada descendent pot detectar conductes accessoris que haurien passat desapercebuts en el 23% dels casos, la qual cosa al seu torn pot provocar una periodontitis apical. Els molars superiors, en particular, estan predisposats a tenir un canal accessori ocult en gairebé la meitat dels pacients.

## Significat clínic
Endodòncia és també un terme col·loquial per a una operació dental, teràpia endodòntica, en la qual es neteja la polpa, es desinfecta l'espai i s'emplena. Quan s'utilitza níquel titani rotatiu (NiTi), les llimes s'utilitzen en canals amb seccions transversals planes-ovalades o en forma de llàgrima, i es crea un orifici circular a causa de l'acció rotacional del metall. A més, les cavitats petites dins del canal, com els buits bucals o linguals, poden no ser instrumentades dins de la dent, deixant potencialment malaltia residual durant la desinfecció.
Les restes de teixit o biofilm al llarg d'aquests recessos no instrumentats poden conduir al fracàs degut tant a una desinfecció inadequada com a la incapacitat d'obturar adequadament l'espai del canal radicular. En conseqüència, el biofilm ha d'eliminar-se amb un desinfectant, comunament hipoclorit de sodi, durant el tractament del canal radicular.